# Aleš Česal
Aleš Česal (* 1976, Rokycany) je český historik, publicista a spisovatel.

## Život
Zajímá se o historii a archeologii. Vystudoval archeologii na Západočeské univerzitě v Plzni. Pracoval jako kurátor a později vedoucí oddělení historie a společenských věd v Muzeu Dr. Bohuslava Horáka v Rokycanech, dále byl zaměstnán v Centru pro prezentaci kulturního dědictví Národního muzea v Praze. V Rokycanech byl autorem několika výstav. 
V současné době žije dlouhodobě mimo Českou republiku. Ve svých publikacích se zaměřuje na popularizaci české historie , zajímavé historické fenomény, historii krajiny, české pověsti a legendy. Svoje články a projekty pravidelně zveřejňuje na svém webu.

## Dílo
- Co v učebnicích dějepisu nebylo (2005) - (spoluautoři Jan Bauer, Josef Frais, Roman Herzinger, Jiří Kovařík, Jiří Svoboda)
- České dějiny v datech (2012)
- Královský pitaval (2004) - (spoluautor Ervín Hrych)
- Magická řemesla (2002) - (spoluautor Roman Herzinger)
- Plzeňské panoptikum (2005) - (spoluautor Jaroslav Schiebl)
- Plzeňský pitaval (2005) - (spoluautor Jaroslav Schiebl)
- Tajemná města - Praha' (2003)
- Tajemná města - Plzeň (2004)
- Tajemná síla země (2001)
- Tajemné stezky - Před branou Šumavy a Českého lesa (2007)
- Toulky českým tajemnem (2004)
- Utajené dějiny Čech I. : historie, o které nechtějí odborníci slyšet : od pravěku do roku 1435 (2001) - (spoluautoři Otomar Dvořák a Ing. Vladimír Mátl)
- Utajené dějiny Čech II. : temné proudy pod hladinou oficiálních dějin : od roku 1435 do roku 1768 (2002) - (spoluautor Otomar Dvořák)
- Utajené dějiny Čech III. (spoluautor Otomar Dvořák)
- Záhady staré Prahy (2002)
- Znamení zla (2006)
- Tajemná místa Čech (2008) (autor fotografií Radim Němeček)
- Největší archeologické záhady Čech, Moravy a Slezska (2010)
- Tajemná tvář - Záhady a tajemství v životě a díle Karla Hynka Máchy (2011)
- Sekce: Dračí krev (2018) (spoluautor Jan Geisler)